# 安托萬 (阿肯色州)
安托萬（英語：Antoine）是一個位於美國阿肯色州派克縣的城鎮。

## 地理
安托萬的座標為34°02′10″N 93°25′18″W / 34.03611°N 93.42167°W，而該地的平均海拔高度為91米（即299英尺）。

## 人口
根據2020年美國人口普查的數據，安托萬的面積為1.33平方千米，當中陸地面積為1.31平方千米，而水域面積為0.02平方千米。當地共有人口113人，而人口密度為每平方千米84人。